# Šutci
Šutci (cyr. Шутци) – wieś w Serbii, w okręgu kolubarskim, w gminie Ljig. W 2011 roku liczyła 540 mieszkańców.